# NGC 4143
NGC 4143 is een lensvormig sterrenstelsel in het sterrenbeeld Jachthonden. Het hemelobject werd op 14 januari 1788 ontdekt door de Duits-Britse astronoom William Herschel.

## Synoniemen
- UGC 7142
- MCG 7-25-36
- ZWG 215.39
- PGC 38654